# Geñupi
Eugenio Rodrigo Rojo (Valladolid, 2 de enero de 1950), más conocido como Geñupi, es un exfutbolista español que se desempeñaba como defensa.

## Clubes
| Club                          | País   | Año       |
| ----------------------------- | ------ | --------- |
| Pontevedra C. F.              | España | 1971-1973 |
| Real Racing Club de Santander | España | 1973-1980 |
| Elche C. F.                   | España | 1980-1982 |
| Linares C. F.                 | España | 1982-1983 |